# Backhoppning vid olympiska vinterspelen 2010
Backhoppningen vid olympiska vinterspelen 2010 hölls i Whistler Olympic Park.
 Tävlingarna pågick mellan den 12 och den 22 februari.

## Grenar
Tre backhoppningsgrenar avgjordes vid olympiska vinterspelen 2010, alla för män.
| Gren                     | Guld                                                                              | Guld   | Silver                                                                | Silver | Brons                                                             | Brons  |
| Normalbacken Detaljer... | Simon Ammann Schweiz                                                              | 276,5  | Adam Małysz Polen                                                     | 269,5  | Gregor Schlierenzauer Österrike                                   | 268,0  |
| Stora backen Detaljer... | Simon Ammann Schweiz                                                              | 283,6  | Adam Małysz Polen                                                     | 269,4  | Gregor Schlierenzauer Österrike                                   | 262,2  |
| Lagtävling Detaljer...   | Österrike Wolfgang Loitzl Andreas Kofler Thomas Morgenstern Gregor Schlierenzauer | 1107,9 | Tyskland Michael Neumayer Andreas Wank Martin Schmitt Michael Uhrmann | 1035,8 | Norge Anders Bardal Tom Hilde Johan Remen Evensen Anders Jacobsen | 1030,3 |

### Medaljligan
| Pl. | Nation    | Guld | Silver | Brons | Totalt |
| --- | --------- | ---- | ------ | ----- | ------ |
| 1   | Schweiz   | 2    | 0      | 0     | 2      |
| 2   | Österrike | 1    | 0      | 2     | 3      |
| 3   | Polen     | 0    | 2      | 0     | 2      |
| 4   | Tyskland  | 0    | 1      | 0     | 1      |
| 5   | Norge     | 0    | 0      | 1     | 1      |

## Tävlingsschema
Alla tider är lokala (UTC-8).
| Dag    | Datum                    | Start | Slut  | Gren                    | Fas            |
| ------ | ------------------------ | ----- | ----- | ----------------------- | -------------- |
| Dag 1  | Fredag, 12 februari 2010 | 10:00 | 11:05 | Normalbacken            | Kval           |
| Dag 2  | Lördag, 13 februari 2010 | 9:45  | 11:25 | Normalbacken            | Final          |
| Dag 8  | Fredag, 19 februari 2010 | 10:00 | 11:05 | Stora backen            | Kval           |
| Dag 9  | Lördag, 20 februari 2010 | 11:30 | 13:10 | Stora backen            | Final          |
| Dag 11 | Måndag, 22 februari 2010 | 10:00 | 11:55 | Lagtävling Stora backen | Kval och final |

## Kvalificering
| Nation              | Individuel | Lag |
| ------------------- | ---------- | --- |
| Österrike           | 5          | X   |
| Kanada              | 4          | X   |
| Tjeckien            | 5          | X   |
| Finland             | 5          | X   |
| Frankrike           | 4          | X   |
| Tyskland            | 5          | X   |
| Italien             | 3          |     |
| Japan               | 5          | X   |
| Kazakstan           | 2          |     |
| Sydkorea            | 3          |     |
| Norge               | 5          | X   |
| Polen               | 5          | X   |
| Ryssland            | 4          | X   |
| Slovakien           | 1          |     |
| Slovenien           | 5          | X   |
| Schweiz             | 2          |     |
| Ukraina             | 3          |     |
| USA                 | 3          |     |
| Totalt: 18 Nationer | 69         | 11  |

I de tre grenarna fick max 70 idrottare delta och ingen trupp fick ha fler än fem hoppare. I de individuella tävlingarna fick max 4 hoppare per nation delta och i lagtävlingen fick varje land ha ett lag.

## Slutresultat

### Normalbacke
Tävlingen hölls vid "Whistler Olympic Park Ski Jumps" med en K-punkt på 106 meter.
- 13 februari 2010

| Medalj | Tävlande              | Poäng |
| Guld   | Simon Ammann          | 276,5 |
| Silver | Adam Małysz           | 269,5 |
| Brons  | Gregor Schlierenzauer | 268,0 |
| 4      | Janne Ahonen          | 263,0 |
| 5      | Michael Uhrmann       | 262,5 |
| 6      | Robert Kranjec        | 259,5 |
| 7      | Peter Prevc           | 259,0 |
| 8      | Thomas Morgenstern    | 258,5 |
| 9      | Anders Jacobsen       | 257,0 |
| 10     | Martin Schmitt        | 256,0 |

- Fullständig resultatlista här.

### Stor backe
Tävlingen hölls vid "Whistler Olympic Park Ski Jumps" med en K-punkt på 140 meter.
- 20 februari 2010

| Medalj | Tävlande              | Poäng |
| Guld   | Simon Ammann          | 283,6 |
| Silver | Adam Małysz           | 269,4 |
| Brons  | Gregor Schlierenzauer | 262,2 |
| 4      | Andreas Kofler        | 261,2 |
| 5      | Thomas Morgenstern    | 246,7 |
| 6      | Michael Neumayer      | 245,5 |
| 7      | Antonín Hájek         | 240,6 |
| 8      | Noriaki Kasai         | 239,2 |
| 9      | Robert Kranjec        | 233,7 |
| 10     | Wolfgang Loitzl       | 230,3 |

### Lagtävling - stor backe
Tävlingen hölls vid "Whistler Olympic Park Ski Jumps" med en K-punkt på 140 meter.
- 22 februari 2010

| Medalj | Lag                                                                             | Poäng  |
| Guld   | (Wolfgang Loitzl, Andreas Kofler, Gregor Schlierenzauer, Thomas Morgenstern)    | 1107,9 |
| Silver | (Michael Neumayer, Andreas Wank, Martin Schmitt, Michael Uhrmann)               | 1035,8 |
| Brons  | (Anders Bardal, Tom Hilde, Johan Remen Evensen, Anders Jacobsen)                | 1030,3 |
| 4      | (Matti Hautamäki, Janne Happonen, Kalle Keituri, Harri Olli)                    | 1014,6 |
| 5      | (Daiki Itō, Taku Takeuchi, Shōhei Tochimoto, Noriaki Kasai)                     | 1007,7 |
| 6      | (Stefan Hula, Łukasz Rutkowski, Kamil Stoch, Adam Małysz)                       | 996,7  |
| 7      | (Antonín Hájek, Roman Koudelka, Lukáš Hlava, Jakub Janda)                       | 981,8  |
| 8      | (Primož Pikl, Mitja Mežnar, Peter Prevc, Robert Kranjec)                        | 858,8  |
| 9      | (Vincent Descombes Sevoie, David Lazzaroni, Alexandre Mabboux, Emmanuel Chedal) | 419,8  |
| 10     | (Pavel Karelin, Denis Kornilov, Ilja Roslakov, Dmitrij Ipatov)                  | 414,1  |